# Zabolótie

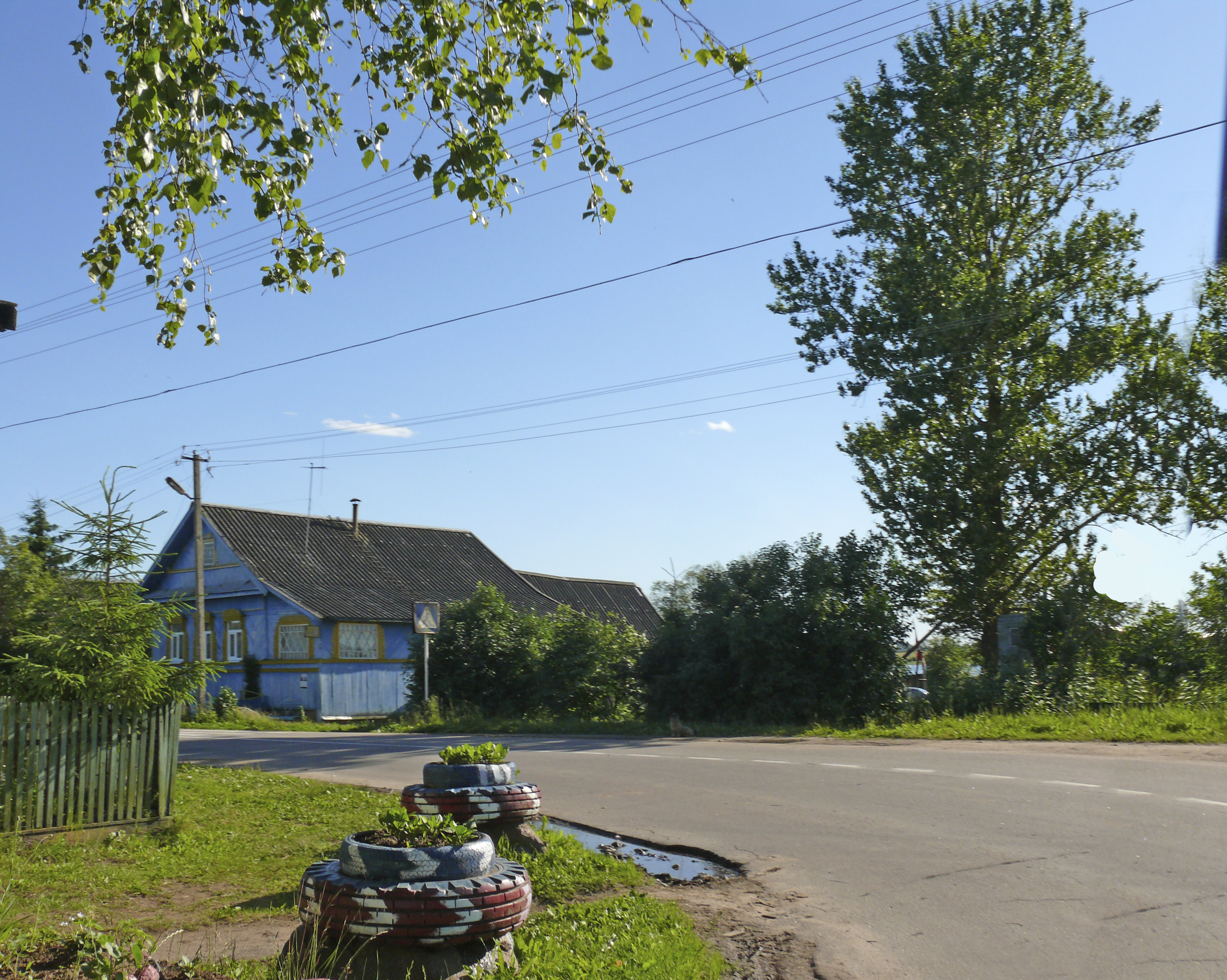

Zabolótie (en rus: Заболотье) és un poble de l'óblast de Nóvgorod, a Rússia, segons el cens del 2010 tenia 47 habitants.